# Mozart-Effekt
Als Mozart-Effekt wird im engen Sinn eine wissenschaftliche Hypothese bezeichnet, nach der nach dem Anhören eines bestimmten Stückes von Wolfgang Amadeus Mozart (Sonate D-Dur für zwei Klaviere, KV 448) eine vorübergehende Leistungssteigerung in der visuell-räumlichen Verarbeitung auftritt. Im weiteren Sinn werden unter dem Mozart-Effekt alle möglichen Arten von kognitiver Leistungssteigerung verstanden, die auf die Exposition an Musik von Mozart, oder allgemein an klassische Musik, zurückgeführt werden.
Das Konzept des Mozart-Effektes wurde erstmals vom französischen Forscher Alfred A. Tomatis in seinem Buch Pourquoi Mozart? (1991) beschrieben. Die Hypothese geht auf eine Forschungsarbeit an der University of California, Irvine zurück, deren Ergebnisse 1993 in der renommierten Fachzeitschrift Nature veröffentlicht wurden. Der Name „Mozart-Effekt“ entstand in der journalistischen Berichterstattung über die Studie und wurde später von Don G. Campbell patentiert.
Wegen erkannter Schwächen im ersten Experiment und ungenügender Replikation wird der Mozart-Effekt in der Wissenschaft als nicht-existent betrachtet.

## Wissenschaftliche Debatte zum Mozart-Effekt
Die wissenschaftliche Debatte hinsichtlich der Existenz des Mozart-Effekts im engeren Sinne, sowie eines möglichen Effekts im weiteren Sinn, wurde kontrovers geführt. Seit 1993 fanden sich Vertreter der folgenden Thesen. 
- (1) Es gibt keinen Mozart-Effekt.
- (2) Es gibt einen Effekt, der weder spezifisch für klassische Musik oder Musik überhaupt, noch spezifisch für die Qualität der visuell-räumlichen Verarbeitung oder kognitive Fähigkeiten überhaupt einsteht. Die Arousal-Mood-Hypothese besagt: Positive Stimmung und Arousal sind die Faktoren, die zu einem „Mozarteffekt“ führen.[4] Ein eigentlicher „Mozart“-Effekt ist weder theoretisch noch praktisch relevant.[5]
- (3) Es gibt einen spezifischen, theoretisch und praktisch relevanten Mozart-Effekt.

## Die Ausgangsstudie und ihr Hintergrund
Grundlage für die Annahme des Mozart-Effekts war ein Artikel der Forschergruppe um Frances Rauscher vom Center for Neurobiology of Learning and Memory an der University of California, Irvine, in dem von einem Experiment berichtet wurde, bei dem 36 Studenten in einem so genannten Messwiederholungsdesign in je drei Sitzungen:
- (1) Mozarts Sonate D-Dur für zwei Klaviere (KV 448) anhörten,
- (2) eine Aufnahme mit Entspannungs-Instruktionen anhörten
- (3) 10 Minuten in Stille verbrachten.

In jeder Sitzung bearbeiteten sie daraufhin eine Reihe von Aufgaben zur Messung des visuell-räumlichen Verarbeitungsvermögen aus dem Stanford-Binet-Intelligenztest. Laut den Autoren des Artikels zeigten die Teilnehmer nach dem Anhören des Mozartstücks eine visuell-räumliche Verarbeitungsleistung, die ihre Leistung nach dem Anhören der Entspannungsinstruktionen und nach der Stille um das Äquivalent von „8“ (Entspannung) beziehungsweise „9“ (Stille) IQ-Punkte überstieg.
Der Kürze des ursprünglichen Artikels war es geschuldet, dass viele Fragen zum Studiendesign und zu den theoretischen Annahmen hinter der Studie nach der Veröffentlichung offenblieben (Schellenberg, 2012). Wie die Autoren in einer späteren Publikation (Rauscher, Shaw & Ky, 1995) klarstellten, basierte die Studie auf spezifischen neurologischen Annahmen aus dem so genannten Trion-Modell. Aufgrund der Ausklammerung jeglicher theoretischer Annahmen im Original-Artikel befasste sich die nachgehende wissenschaftliche Debatte jedoch sehr wenig mit den ursprünglichen zugrundeliegenden Annahmen und mehr damit, ob der von den Autoren gefundene Effekt in Folgestudien repliziert werden kann. Eine Ausnahme bilden Glenn Schellenberg und Lynn Waterhouse, die den aus dem Trion-Modell abgeleiteten theoretischen Hintergrund der Originalstudie als eine Art Priming-Effekt verstehen und diskutieren. Laut Schellenberg steht die Annahme eines Priming-Effekts über nicht direkt miteinander verbundene Bereiche (Musik, räumliche Verarbeitung) im Konflikt mit der bestehenden Forschungsliteratur, laut der ein Priming-Effekt in erster Linie bei eng miteinander verwandten Stimuli zu erwarten ist. Waterhouse betont, dass die Annahmen im Gegensatz zu bisherigen Erkenntnissen aus der Forschungsliteratur zum Lernen stehen, sie möchte aber nicht ausschließen, dass ein Priming-Effekt existiert, wie er in der Originalarbeit angenommen wird. Sie beruft sich hierbei auf eine Studie von Koelsch, Kasper, Sammler, Schulze, Gunter & Friederici (2004) und argumentiert, dass ein Priming-Effekt von Musik auf die räumliche Verarbeitung möglich sein kann, vorausgesetzt es besteht eine Überlappung zwischen den neuronalen Schaltkreisen.
Kritik wurde am Design der Originalstudie erhoben, so ist zum Beispiel laut Schellenberg unklar, ob die Reihenfolge, in der die Teilnehmer die Bedingungen Musik, Entspannung und Stille durchliefen sowie die Reihenfolge, in der ihnen die drei verschiedenen Gruppen von Intelligenztestaufgaben vorgelegt wurden, gegenbalanciert wurden um Übungs-, Ermüdungs- und Frustrationseffekte zu kontrollieren.

## Mediale Rezeption
Die Studie von Rauscher in verkürzter Form fand schnell Einzug in amerikanische Zeitungen und die Bildungspolitik. Die Autoren der ursprünglichen Studie betonten zwar, dass die Leistungssteigerung nur 10–15 Minuten anhielt. Sie verwiesen auf weitere nötige Tests, ob die Leistungssteigerung für andere kognitive Fähigkeiten und bei anderer Musik beobachtet werden kann. Die New York Times verkündete, dass Mozart nun Beethoven den Rang abgelaufen habe, da Mozarts Musik intelligenter mache. 1998 veranlasste der damalige Gouverneur von Georgia, dass jede Mutter eines Neugeborenen eine Klassik-CD kostenlos erhält, um die Intelligenz ihres Kindes zu steigern. In Florida wurde gesetzlich erlassen, dass in öffentlichen Kindergärten täglich eine Stunde Klassik gehört werden sollte. In den Regalen kam der Mozart-Effekt mit zahlreichen Mozart-Effekt-CDs. Zur Bekanntheit trug Don G. Campbell mit dem populärwissenschaftlichem Buch bei. Der sprechende Titel lautete Mozart Effect: Tapping the Power of Music to Heal the Body, Strengthen the Mind and Unlock the Creative Spirit. Don Campbell meldete für den Begriff „Mozart Effect“ ein Patent an. „Der Mozart-Effekt existiert nur in der Einbildung – auch wenn mehr als 80 Prozent der Amerikaner an ihn glauben.“

## Folgestudien
Wie eine Recherche von Schellenberg zeigt, wurden in den Jahren nach Veröffentlichung der Originalstudie viele Artikel zu dem Thema veröffentlicht, wobei sich allerdings seiner Ansicht nach ein Trend abzeichnet, nach dem die wissenschaftlichen Journale, in denen Studien zum Mozart-Effekt erschienen, in ihrer Qualität mit der Zeit abnahmen. Ein früher wichtiger Artikel, der starke Skepsis am Mozart-Effekt äußerte, kam von Steele, Dalla Bella, Peretz, Dunlop, Dawe, Humphrey, Shannon, Kirby und Olmstead (1999). Sie versuchten die Original-Studienergebnisse von Rauscher genau nach deren eigener Anleitung zu replizieren, fanden aber keinen statistisch signifikanten Mozarteffekt.
Die zahlreichen weiteren Studien führten eine Befundlage zutage, die gemischter Art ist. Manche Studien konnten einen Mozart-Effekt replizieren und andere nicht. Darüber hinaus konnten einzelne Studien einen Effekt auf andere kognitive Fähigkeiten zeigen: wie 2007 durch Schellenberg, Nakata & Hunter auf die Kreativität. Es gibt Studien, die von Effekten durch andere Musikstücke berichten (wie 'Schubert-Effekt' von Nantais und Schellenberg, 1999) und andere wiederum nicht.

## Metaanalysen
Seit Publikation des Artikels von Rauscher 1993 wurden auch Metaanalysen zum Mozart-Effekt publiziert, die zu Schlussfolgerungen kamen, die den eingangs charakterisierten drei Thesen entsprechen. 
- Schon 1999 legte der Harvard-Psychologe Christopher Chabris eine Metaanalyse von 16 Studien vor mit dem Ergebnis, dass der Mozart-Effekt höchstens eine kleine, temporäre Verbesserung bringe, welche schlichtweg durch ein erhöhtes Arousal-Niveau zu erklären sei. Arousal bezeichnet den Erregungszustand, der laut Chabris in der rechten Hirnhemisphäre eintreten würde und in Kombination mit der guten Stimmung aufgrund von als angenehm empfundener Musik das Lösen räumlicher Aufgaben erleichtern könne. eine einfache Erklärung für das vermeintliche Mozart-Phänomen vorgestellt. Das Hören angenehmer Musik könne die rechte Gehirnhälfte in freudige Erregung versetzen, berichtete er im Fachblatt „Nature“, und damit das Lösen von schwierigen Aufgaben zu räumlichem Denken erleichtern. Denn auch mit diesen ist die rechte Hirnhälfte betraut.[16]
- Hetland schloss 2000[17] hingegen aus der metaanalytischen Zusammenfassung der von ihm identifizierten relevanten Studien, dass es einen robusten, moderaten Mozart-Effekt auf die räumliche Verarbeitungsfähigkeit (speziell Aufgaben des mentalen Rotierens) gibt.
- Ein Forschungsteam um Jakob Pietschnig untersuchte 36 Studien mit 3000 Teilnehmern und argumentierte auf Basis der eigenen metaanalytischen Ergebnisse, dass es keine Belege für die Existenz eines „spezifischen“ Mozart-Effekts gibt.[18]
- 2023 bestreiten Sandra Oberleiter und Jakob Pietschnig den angeblich "spezifischen" Mozart-Effekt auf Epilepsie mit einer umfangreichen Meta-Analyse: Es wurde argumentiert, dass positive Befunde bezüglich einer Linderung der Symptomatik auf inadäquaten Forschungsdesigns, selektiven Berichten und zu kleinen Stichproben beruhen.[19]

## Kritik an der Forschung zum Mozart-Effekt
Howard, Lau, Maxwell, Venter, Lundy und Sweeny (2009) sowie Sweeney (2007) kritisieren die Forschung zum Mozart-Effekt, die ihrer Ansicht nach in besonderem Ausmaß durch den Publikationsbias verzerrt ist. Mittels einer Simulation versuchte Sweeney (2007) zu illustrieren, dass Metaanalysen, die die bestehende Forschungsliteratur zum Mozart-Effekt mit neuen Studien integrieren wollen, aufgrund der bereits bestehenden Verzerrung nur sehr wenig von neuen, negativen Befunden beeinflusst wären und dass das simple Durchführen weiterer Studien zu dem Thema und deren metaanalytische Zusammenfassung vermutlich nicht dazu führen wird, dass die Frage nach der Existenz des Mozart-Effekts geklärt wird.

## Die Arousal-and-Mood-Hypothese als Alternativerklärung
Schellenberg und Chabris (1999) bieten eine Alternativ-Erklärung für den Mozart-Effekt: Nach ihnen ist die positive Evidenz für den Mozart-Effekt auf eine Mediation zurückzuführen, bei der Musik einen optimaleren Erregungszustand (Arousal) und eine positivere Stimmung hervorruft und diese wiederum die beobachtete Leistungssteigerung verursachen. Der Mozart-Effekt wäre somit, entsprechend der 2. (obigen) These, nicht spezifisch und würde folglich der bestehenden Literatur zum Thema nichts Neues hinzufügen. Allerdings erklärt es nicht, warum viele Studien keinen Effekt gefunden haben. Außerdem würde es ein Problem für die Arousal-and-Mood-Hypothese bedeuten, wenn es sich erweisen sollte, dass der Mozart-Effekt auf die visuell-räumliche Verarbeitung beschränkt sei. Es konnten „Mozart-Effekte“ auf die Kreativität und auf die Verarbeitungsgeschwindigkeit gezeigt werden und auch Pietschnig sprechen sich für einen unspezifischen Effekt aus, weitere Forschung wäre für die spezifische Klärung des Mozart-Effekts nötig.

## Fazit
Die Evidenz ist nicht ausreichend, um einen Zusammenhang zwischen dem Hören von (ausschließlich) Mozarts Musik und der Verbesserung einer Leistung festzustellen.
„Musizieren fördert die Kreativität, steigert aber nicht die Intelligenz. Es gibt trotzdem gute Gründe, Kindern das Musizieren beizubringen.“